# Solar (banda)
Solar es una banda de rock chilena formada en 1994 por Alejandro Gómez, Ricardo Contesse, José Domínguez, Claudio Olguín y Javier Pañella.

## Historia
Partieron tocando en diversos lugares de Santiago. Desde esos comienzos causaron buena impresión en el público y en la crítica especializada. Canciones bien estructuradas y arreglos preciosistas, todo bajo una fuerte base de guitarras.
En 1996 firman un contrato con el sello BMG. A finales de ese año lanzan lo que sería su primer trabajo discográfico oficial, el EP "Medícame". Este incluía el tema homónimo más la canción "7 días x semana" junto a dos remezclas de los mismos.
Con posterioridad comienzan a grabar su primer disco. A él se integra el prestigioso productor-ingeniero inglés Barry Sage (Rolling Stones, New Order, Kitchens of Distinction). El resultado es un disco de rock-pop en español, con un claro sonido internacional. Éste se lanza en abril de 1997 bajo el nombre "Play" y su primer sencillo es "Por costumbre". Rápidamente entra en la parrilla de las radios locales alcanzando lugares privilegiados en los rankings.
Las buenas críticas que se van sucediendo permiten una importante rotación en MTV latino.
A comienzos de la primavera de 1997 Solar es invitado a participar como teloneros en la despedida del grupo argentino Soda Stereo en el Estadio Nacional de Santiago, ante 70,000 personas. Una sólida y sobria presentación facilita la publicación de "Play" en México y Perú.
A pesar de la deserción de dos integrantes, Claudio Olguín (batería) y Javier Pañella (teclado), Solar se presenta en junio del '98 en el ciclo "Semana corrida" de la sala SCD. Es aquí donde el grupo alcanza uno de sus momentos en vivo más emotivos. Durante toda una semana el entonces trío demuestra que sigue vigente. Con un sonido más duro y una propuesta más directa, las canciones siguen brillando como siempre.
En diciembre de 1998 Solar finiquita su contrato con BMG, para dos meses después grabar en forma independiente los temas "Nadie me dijo" y "Rumbo", nuevamente junto a Barry Sage.
En esta nueva etapa Solar se define como cuarteto, manteniendo de la formación original a Alejandro Gómez (guitarra y voz) y a José Domínguez (bajo). En batería se incorpora Alejandro Gatta y como músicos invitados aparecen Juan Pablo Arredondo (guitarra), Ricardo Halabi (guitarra) y Cristián Santis (teclado).
Luego del disco "Sábado", Solar desapareció de escena, tocando un par de veces en salas hasta el lanzamiento de su tercer disco "Sentido Común" en diciembre de 2003, incorporando a Contesse de vuelta. Este último trabajo marcaría la despedida del grupo, tocando su último concierto el 4 de enero de 2004 en el centro cultural Matucana 100.
Al separarse la banda Alejandro Gómez y Ricardo Contesse forman la banda Alamedas, mientras que Alejandro Gatta y José Domínguez pasan a integrar la banda Tsunamis.
El año 2017 Solar vuelve a reunir su formación original con motivo de la celebración de los 20 años del disco Play, presentándose en diversos locales de Santiago.
El año 2019 se lanza un nuevo disco titulado "El Tiempo".

## Integrantes y línea de tiempo
- Alejandro Gómez (voz y guitarra) (1994-2004, 2017->)
- Ricardo Contesse (guitarra y coros) (1994-1998, 2003-2004, 2017->)
- José Domínguez (bajo) (1994-2004, 2017->)
- Alejandro Gatta (batería) (1999-2004, 2018->)

- Claudio Olguín (batería) (1994-1998, 2017->)
- Javier Pañella (teclado) (1994-1998, 2017->)

Colaboradores
- Víctor Salas (guitarra) (2002)
- Arturo Figueroa (teclados) (2018->)
- Ricardo Halabi (guitarra)
- Juan Pablo Arredondo (guitarra)
- Cristian Santis (teclados)

## Discografía
- Medícame, EP (1996)
- Play (1997)
- Sábado (2001)
- Sentido Común (2003)
- El Tiempo (2019)
- Mirage (2024)